# Campionato internazionale di scherma 1936

Il padiglione di villa Hormond a Sanremo, dove si tennero gli incontri

Il quattordicesimo campionato internazionale di scherma si è svolto nel 1936 a Sanremo, in Italia. Si disputò solo la competizione del fioretto femminile a squadre, in quanto unica gara non compresa nel programma olimpico di Berlino 1936.
Fu l'ultima edizione definita internazionale, dalla successiva si adottò la denominazione mondiale.

## Risultati

### Donne
| Evento                        | Oro                                                      | Argento                                                                  | Bronzo                                                                    |
| Fioretto                      |                                                          |                                                                          |                                                                           |
| Fioretto a squadre (dettagli) | Germania Hedwig Haß Henni Jüngst Olga Oelkers Leni Oslob | Ungheria Erna Bogáti Ilona Elek Margit Elek Katalin Horváth Ilona Vargha | Austria Elisabeth Grasser Ellen Preis Frieda von Gregurich Fritzi Wenisch |

## Medagliere
| Posizione | Nazione  |   |   |   | Totale |
| --------- | -------- | - | - | - | ------ |
| 1         | Germania | 1 | 0 | 0 | 1      |
| 2         | Ungheria | 0 | 1 | 0 | 1      |
| 3         | Austria  | 0 | 0 | 1 | 1      |
| Totale    | Totale   | 1 | 1 | 1 | 3      |